# Gotlandeses

Suecia en el siglo XII, antes de la incorporación de Österland.
Gautas
Sueones
Gotlandeses

Los gotlandeses (gutar en sueco) son el pueblo de la isla de Gotlandia. El etnónimo es idéntico al de los godos (gutans), y ambos nombres fueron originalmente en proto-germánico *gutaniz. Su idioma es el gútnico (gutniska).

## Historia temprana
La historia más antigua sobre los gotlandeses se relata en la Gutasaga. De acuerdo a la leyenda descienden de un hombre llamado Þjelvar, que fue el primer descubridor de Gotlandia. Þjelvar tenía un hijo llamado Hafþi que se casó con una hermosa doncella llamada Hvitastjerna. Estos dos fueron los primeros en asentarse en Gotland. Hafþi y Hvitastjerna luego tuvieron tres hijos, Guti, Graipr y Gunfjaun. Después de la muerte de sus padres, los hermanos dividieron Gotland en tres partes y cada uno tomó una pero Guti quedó como el cacique de mayor rango y dio su nombre la isla y a su gente.
En el idioma sueco moderno existen dos palabras para los habitantes de Gotlandia: gotlänning y gute. Todos los habitantes de Gotlandia, sea cual sea su origen étnico, son gotlänning (pl. gotlänningar) pero a uno se le llama gute (pl. gutar) cuando es de ascendencia nativa.

## Vínculo con los godos

Gotia
La isla de Gotlandia
Cultura de Wielbark a principios de siglo III d. C.
Cultura de Cherniajov, a principios del siglo IV d. C.
Imperio romano

Aparte de correspondencias en sus idiomas que apuntan ser el mismo, hacia el primer siglo antes de la era cristiana se notan cambios en el estrato de los restos en yacimientos de la cultura de Prusia en el Sur del Baltico, que indican fuertes contactos con el Sur de Suecia. Está relacionado con la sobrepoblación, que provocó que un tercio de los gotlandeses emigraran y se asentaran en el sur de Europa. Algunos estudiosos, como por ejemplo Wessén, Wenskus, Hoffman etc, han sostenido que este relato podría ser una reminiscencia de la migración de los godos:
Durante largo tiempo, el pueblo descendiente de estos tres se multiplicaron tanto que la tierra no pudo sustentarlos a todos. Entonces lo echaron a suertes, y cada tercera persona fue escogida para marcharse, y pudieron quedarse todo lo que poseían y llevárselo con ellos, a excepción de su tierra.... ellos remontaron el río Dvina hacia Rusia. Fueron tan lejos que llegaron al país de los griegos.... se asentaron allí, y allí viven todavía, y todavía tienen algo de nuestra lengua.
El nombre de los gotlandeses en nórdico antiguo occidental es gotar, que es el mismo que se usó para los godos. Las fuentes nórdicas, como las sagas, no distinguen entre los godos y los gotlandeses:þáttr af Ragnars sonum, Sögubrot af nokkrum fornkonungum, Óláfs saga helga, Skáldskaparmál y Edda Sæmundar de Grimnismál. El término en nórdico antiguo oriental para ambos godos y gotlandeses parece haber sido gutar. Sólo los godos y los gotlandeses portan este nombre de entre todas las tribus germánicas. El hecho de que el etnónimo es idéntico al de los godos puede ser el motivo por el que no son mencionados como un grupo específico hasta la Getica de Jordanes, donde podrían ser aquellos que son llamados Vagothi. Sin embargo Ptolomeo menciona a los Goutai viviendo en el sur de la isla de Skandia, quienes podrían identificarse con los gotlandeses.
Ciertos lingüistas, como por ejemplo Elias Wessén, apuntan que hay similitudes entre el gótico y el gútnico que no se encuentra en ninguna otra lengua germánica. Un ejemplo es el uso de la palabra cordero tanto para la oveja joven como para la adulta, lo cual sólo se da en gútnico y gótico.

## Acuerdo con suecos
Antes del siglo VII, los gotlandeses hicieron un acuerdo comercial y defensivo con reyes suecos, de acuerdo con la Gutasaga. Esto parece deberse a una agresión militar sueca. Aunque los gotlandeses salieron victoriosos en esas batallas, al final encontraron más beneficioso (como nación de comerciantes que eran) intentar negociar un tratado de paz con los suecos.